# Stenus utenis
Stenus utenis är en skalbaggsart som beskrevs av Thomas Casey. Stenus utenis ingår i släktet Stenus och familjen kortvingar. Inga underarter finns listade i Catalogue of Life.